# Conus bullatus
Conus bullatus е вид охлюв от семейство Conidae. Видът не е застрашен от изчезване.

## Разпространение и местообитание
Разпространен е в Австралия (Западна Австралия, Куинсланд и Северна територия), Американска Самоа, Вануату, Виетнам, Гуам, Източен Тимор, Индонезия, Камбоджа, Кения, Кирибати, Китай (Гуандун, Гуанси, Джъдзян, Фудзиен и Хайнан), Кокосови острови, Коморски острови, Мавриций, Мадагаскар, Майот, Малайзия, Малки далечни острови на САЩ, Маршалови острови, Микронезия, Мозамбик, Науру, Ниуе, Нова Каледония, Остров Рождество, Палау, Папуа Нова Гвинея, Провинции в КНР, Реюнион, Самоа, САЩ (Хавайски острови), Северни Мариански острови, Сейшели, Сингапур, Соломонови острови, Сомалия, Тайван, Тайланд, Танзания, Токелау, Тонга, Тувалу, Уолис и Футуна, Фиджи, Филипини, Френска Полинезия (Австралски острови, Дружествени острови, Маркизки острови и Туамоту), Хонконг и Япония (Кюшу, Минамитори и Шикоку).
Обитава пясъчните дъна на океани и морета. Среща се на дълбочина около 71 m, при температура на водата около 23,2 °C и соленост 35,6 ‰.